# Leucina
La leucina (abreujada Leu o L) és un dels aminoàcids transcripcionals que formen les proteïnes dels éssers vius. És un aminoàcid essencial dels vertebrats superiors, però l'espècie humana no la sintetitza. Per tant, ha de formar part de la seva alimentació.
La fórmula molecular del compost és igual que la de la isoleucina (la qual cosa fa que tinguin la mateixa massa molecular i, per tant, no es puguin diferenciar en un espectròmetre de masses), però no la disposició d'àtoms en la molècula, el que fa que ambdós aminoàcids tinguin algunes propietats diferents.
A l'ARNm, està codificada com a UUA, UUG, CUU, CUC, CUA o CUG.
La leucina, com altres aminoàcids de cadena ramificada, es degrada mitjançant reaccions que també es troben en el cicle de l'àcid cítric i en el metabolisme dels àcids grassos i que originen acetil CoA, acetoacetat o propionil CoA.